# SN 2007qa
SN 2007qa – supernowa typu Ia odkryta 5 listopada 2007 roku w galaktyce A015233+0114. W momencie odkrycia miała maksymalną jasność 22,50m.